# John Bennett (automobilista)
John Andrew Bennett (Salisbury, 15 de setembro de 2003) é um automobilista britânico que atualmente compete no Campeonato de Fórmula 2 da FIA pela equipe Van Amersfoort Racing.

## Carreira

### Ginetta GT5
Bennett fez sua estreia nas corridas pela Elite Motorsport no Ginetta GT5 Challenge de 2020, onde conquistou três pódios e uma volta mais rápida em sua campanha de estreia. Em 2021, ele teve cinco vitórias, duas pole positions e dez pódios, somando 411 pontos e sendo vice-campeão com quase cem pontos de desvantagem para o campeão Josh Steed.

### Campeonato GB3
Bennett fez sua estreia nos monopostos no Campeonato GB3 de 2022 dirigindo pela Elite Motorsport. Ele manteve a consistência durante toda a temporada, incluindo a obtenção de seu primeiro pódio em um monoposto na rodada final em Donington Park. Ele terminou em oitavo na classificação do campeonato com 262,5 pontos.
Bennett assinou com a equipe multicampeã Rodin Carlin para a temporada de 2023, onde afirmou que seu objetivo era "lutar pelo campeonato". Ele teve uma campanha difícil, conseguindo apenas duas pole positions e um pódio na segunda rodada do circuito de Silverstone. Bennett terminou a temporada em décimo na classificação do campeonato com 217 pontos em seu nome.
Em sua terceira temporada no Campeonato GB3, Bennett pilotou pela equipe JHR Developments. Brigou pelo título com Louis Sharp e Tymek Kucharczyk. O britânico se destacou na primeira rodada em Oulton, onde teve dois pódios, incluindo sua primeira vitória na corrida 2. Bennett venceria novamente em Zandvoort e Silverstone, totalizando onze pódios, mas viu o título ir para Shar no final da temporada. Bennett fechou o ano com 456 pontos, superando Kucharczyk por 13 pontos, mas ficando 22 pontos atrás de Sharp.

### Fórmula Regional
Ele fez sua estreia na Fórmula Regional no Campeonato de Fórmula Regional do Oriente Médio de 2024 pela equipe Evans GP, em parceria com o australiano Costa Toparis e o francês Edgar Pierre. O jovem britânico marcou um único ponto na corrida final da série no autódromo de Dubai e terminou em 23º na classificação do campeonato.
Bennett fez sua estreia no Campeonato de Fórmula Regional Europeia pela equipe finlandesa KIC Motorsport na terceira rodada do Campeonato de Fórmula Regional Europeia de 2024 no circuito de Zandvoort, substituindo seu companheiro de equipe na Fórmula Regional do Oriente Médio, Costa Toparis. Ele ficou em 16º em sua corrida de estreia, mas abandonou a segunda corrida depois de parar na pista após a segunda volta.

### Fórmula 3
Em outubro de 2024, Bennett participou dos testes de pós-temporada do Campeonato de Fórmula 3 da FIA com a equipe Van Amersfoort Racing.

### Fórmula 2
Bennett foi promovido para a Fórmula 2 nas duas últimas rodadas da temporada de 2024 com a equipe Van Amersfoort Racing, substituindo Enzo Fittipaldi. Nas quatro corridas que fez, pontuou apenas na corrida longa de Lusail, com um oitavo lugar que lhe rendeu 4 pontos e a 28ª colocação no campeonato de pilotos, sendo o último dentre os pilotos que pontuaram na temporada.

#### 2025
Em 20 de dezembro de 2024, foi confirmada a permanência de Bennett na Van Amersfoort Racing para a disputa da temporada de 2025, tornando-se o primeiro piloto a subir diretamente da GB3 para a Fórmula 2.

## Resultados

### Resumo da carreira
| Temporada | Categoria                         | Equipe                | Corridas | Vitórias | Poles | V.M.R. | Pódios | Pts.  | Pos. |
| --------- | --------------------------------- | --------------------- | -------- | -------- | ----- | ------ | ------ | ----- | ---- |
| 2020      | Ginetta GT5 Challenge             | Elite Motorsport      | 14       | 0        | 0     | 1      | 3      | ?     | ?    |
| 2021      | Ginetta GT5 Challenge             | Elite Motorsport      | 18       | 5        | 2     | 4      | 10     | 411   | 2º   |
| 2022      | Campeonato GB3                    | Elite Motorsport      | 24       | 0        | 0     | 0      | 1      | 262,5 | 8º   |
| 2023      | Campeonato GB3                    | Rodin Carlin          | 23       | 0        | 2     | 0      | 1      | 217   | 10º  |
| 2024      | Fórmula Regional do Oriente Médio | Evans GP              | 14       | 0        | 0     | 0      | 0      | 1     | 23º  |
| 2024      | Campeonato GB3                    | JHR Developments      | 23       | 3        | 3     | 5      | 11     | 456   | 2º   |
| 2024      | Fórmula Regional Europeia         | KIC Motorsport        | 2        | 0        | 0     | 0      | 0      | 0     | 30º  |
| 2024      | Fórmula 2                         | Van Amersfoort Racing | 4        | 0        | 0     | 0      | 0      | 4     | 28º  |
| 2025      | Fórmula 2                         | Van Amersfoort Racing | 0        | 0        | 0     | 0      | 0      | 0     | ?    |

### Resultados completos do Campeonato GB3
(Legenda) (Corridas em negrito indicam pole position) (Corridas em itálico indicam volta mais rápida)
| Ano  | Equipe           | 1        | 2       | 3         | 4         | 5        | 6          | 7         | 8         | 9         | 10       | 11       | 12       | 13        | 14        | 15        | 16       | 17       | 18         | 19       | 20       | 21       | 22       | 23         | 24         | Pos. | Pts.  |
| ---- | ---------------- | -------- | ------- | --------- | --------- | -------- | ---------- | --------- | --------- | --------- | -------- | -------- | -------- | --------- | --------- | --------- | -------- | -------- | ---------- | -------- | -------- | -------- | -------- | ---------- | ---------- | ---- | ----- |
| 2022 | Elite Motorsport | OUL 1 5  | OUL 2 5 | OUL 3 92  | SIL1 1 6  | SIL1 2 9 | SIL1 3 112 | DON1 1 17 | DON1 2 13 | DON1 3 43 | SNE 1 6  | SNE 2 11 | SNE 3 16 | SPA 1 17  | SPA 2 5   | SPA 3 11  | SIL2 1 5 | SIL2 2 8 | SIL2 3 Ret | BRH 1 4  | BRH 2 6  | BRH 3 14 | DON2 1 3 | DON2 2 Ret | DON2 3 161 | 8º   | 262,5 |
| 2023 | Rodin Carlin     | OUL 1 19 | OUL 2 9 | OUL 3 Ret | SIL1 1 2  | SIL1 2 4 | SIL1 3 118 | SPA 1 15  | SPA 2 12  | SPA 3 95  | SNE 1 10 | SNE 2 11 | SNE 3 20 | SIL2 1 18 | SIL2 2 14 | SIL2 3 C  | BRH 1 7  | BRH 2 16 | BRH 3 108  | ZAN 1 10 | ZAN 2 14 | ZAN 3 75 | DON 1 11 | DON 2 15   | DON 3 18   | 10º  | 217   |
| 2024 | JHR Developments | OUL 1 2  | OUL 2 1 | OUL 3 14  | SIL1 1 10 | SIL1 2 8 | SIL1 3 C   | SPA 1 2   | SPA 2     | SPA 3 Ret | HUN 1 3  | HUN 2 6  | HUN 3 73 | ZAN 1     | ZAN 2 15  | ZAN 3 107 | SIL2 1   | SIL2 2 3 | SIL2 3 45  | DON 1 3  | DON 2 7  | DON 3 45 | BRH 1 2  | BRH 2      | BRH 3 92   | 2º   | 456   |

### Resultados completos da Fórmula 2
(Legenda) (Corridas em negrito indicam pole position) (Corridas em itálico indicam volta mais rápida)
| Ano  | Equipe                | 1       | 2       | 3       | 4       | 5       | 6       | 7       | 8       | 9       | 10      | 11      | 12      | 13      | 14      | 15      | 16      | 17      | 18      | 19      | 20      | 21      | 22      | 23      | 24      | 25         | 26        | 27         | 28         | Pos. | Pts. |
| ---- | --------------------- | ------- | ------- | ------- | ------- | ------- | ------- | ------- | ------- | ------- | ------- | ------- | ------- | ------- | ------- | ------- | ------- | ------- | ------- | ------- | ------- | ------- | ------- | ------- | ------- | ---------- | --------- | ---------- | ---------- | ---- | ---- |
| 2024 | Van Amersfoort Racing | BHR SPR | BHR FEA | JED SPR | JED FEA | MEL SPR | MEL FEA | IMO SPR | IMO FEA | MON SPR | MON FEA | CAT SPR | CAT FEA | RBR SPR | RBR FEA | SIL SPR | SIL FEA | HUN SPR | HUN FEA | SPA SPR | SPA FEA | MNZ SPR | MNZ FEA | BAK SPR | BAK FEA | LSL SPR 12 | LSL FEA 8 | YMC SPR 15 | YMC FEA 14 | 28º  | 4    |
| 2025 | Van Amersfoort Racing | MEL SPR | MEL FEA | BHR SPR | BHR FEA | JED SPR | JED FEA | IMO SPR | IMO FEA | MON SPR | MON FEA | CAT SPR | CAT FEA | RBR SPR | RBR FEA | SIL SPR | SIL FEA | SPA SPR | SPA FEA | HUN SPR | HUN FEA | MNZ SPR | MNZ FEA | BAK SPR | BAK FEA | LSL SPR    | LSL FEA   | YMC SPR    | YMC FEA    | TBD  | TBD  |

(*) Temporada em andamento.